# Kim Zmeskal
Kimberly Lynn Zmeskal Burdette (Houston, 6 de fevereiro de 1976) é uma ex-ginasta norte-americana que competiu em provas de ginástica artística durante a década de noventa.
Kim é conhecida em seu país como a primeira estadunidense a vencer um concurso geral em um Campeonato Mundial, feito este realizado na edição de 1991.

## Carreira
Zmeskal começou na ginástica como pupila de Béla Karolyi, em 1982, após inspirar-se na filha de sua babá. Sete anos mais tarde, Kim tornou-se membro júnior da equipe nacional norte-americana, obtendo seu primeiro título no American Classic.
Entre suas principais conquistas estão um bronze olímpico, em Barcelona e cinco medalhas em mundiais, sendo três delas de ouro - duas em Indianápolis e uma em Paris. Fora dos ginásios de competições, Kim fora eleita pelo Comitê Norte-americano de Esportes Femininos como a atleta do ano, em 1991. No ano seguinte, foi eleita a ginasta do ano por suas compenheiras de equipe e logo depois, conquistava seu terceiro individual geral seguido no Campeonato Nacional Americano. Por fim, no Campeonato Mundial, conquistou duas medalhas de ouro - trave e solo, e nos Jogos Olímpicos, um bronze por equipes. Em 1996, a vontade de retornar a uma Olimpíada fora frustrada por um rompimento no ligamento inferior. Dois anos depois, Kim estava de volta às competições. Uma nova tentativa de retorno fora frustrada pelo rompimento do tendão de aquiles, que a fez abandonar definitivamente a carreira.
Após a aposentadoria, tornou-se técnica no Texas Dreams e se casou com o também técnico e colega de trabalho, Chris Burdette, com quem teve dois filhos: Robert e Koda, hoje com três e dois anos, respectivamente.

## Principais resultados
| Ano  | Evento                                    | AA                | Equipe            | Salto sobre o cavalo | Trave            | Barras assimétricas | Solo              |
| ---- | ----------------------------------------- | ----------------- | ----------------- | -------------------- | ---------------- | ------------------- | ----------------- |
| 1988 | American Classic (júnior)                 | 8º                |                   |                      |                  |                     |                   |
| 1989 | American Classic (júnior)                 | Medalha de ouro   |                   |                      |                  |                     |                   |
| 1990 | Copa América (júnior)                     | Medalha de ouro   |                   |                      |                  |                     |                   |
| 1990 | Jogos da Amizade                          |                   | Medalha de prata  |                      |                  | Medalha de bronze   | Medalha de bronze |
| 1990 | Campeonato Nacional Americano             | Medalha de ouro   |                   |                      | Medalha de prata | Medalha de prata    | Medalha de prata  |
| 1991 | Campeonato Nacional Americano (júnior)    | Medalha de ouro   |                   |                      | Medalha de prata |                     | Medalha de ouro   |
| 1991 | Campeonato Mundial de Ginástica Artística | Medalha de ouro   | Medalha de ouro   |                      |                  |                     | Medalha de bronze |
| 1991 | Copa América                              | Medalha de prata  |                   |                      |                  |                     |                   |
| 1992 | Copa América                              | Medalha de ouro   |                   |                      |                  |                     |                   |
| 1992 | Campeonato Nacional Americano             | Medalha de ouro   |                   | Medalha de prata     | Medalha de ouro  | Medalha de prata    | Medalha de ouro   |
| 1992 | Campeonato Mundial de Ginástica Artística |                   |                   |                      | Medalha de ouro  |                     | Medalha de ouro   |
| 1992 | Pré-Olímpico                              | Medalha de prata  |                   |                      |                  |                     |                   |
| 1992 | Jogos Olímpicos                           |                   | Medalha de bronze |                      |                  |                     |                   |
| 1998 | U.S Classic                               | Medalha de bronze |                   |                      |                  |                     |                   |
| 2008 | Estados Unidos vs. China                  |                   | Medalha de ouro   |                      | Medalha de ouro  |                     |                   |